# Riflesso (EP)
Riflesso è il primo EP della cantautrice italiana Sarah Toscano, pubblicato il 21 ottobre 2022 dall'etichetta Universal Music Italia.

## Descrizione
Il disco, composto da sei brani e prodotto da Pietro Foresti, è stato pubblicato durante la partecipazione della cantautrice al concorso canoro Area Sanremo 2022.

## Tracce
Testi e musiche di Sarah Toscano.
1. 9 giugno – 3:23
2. Due metri, due anni – 3:14
3. Già lunedì – 3:20
4. Controsenso – 3:30
5. Sembra che – 3:53
6. Come per sempre – 3:07